# 新普羅格雷索
新普羅格雷索（葡萄牙語：Novo Progresso），是巴西的城鎮，位於該國北部，由帕拉州負責管轄，始建於1991年12月21日，面積38,162平方公里，海拔高度240米，2014年人口25,169，人口密度每平方公里0.66人。